# Lotte Anker
Lotte Anker (née en 1958 à Copenhague) est une saxophoniste de jazz et compositrice danoise. Avec la pianiste Marilyn Crispell, elle est l'une des co-cheffes du Copenhagen Art Ensemble.

## Carrière musicale
Anker étudie la musique à l'Université de Copenhague de 1980 à 1984. En 1988, elle forme un quatuor avec la pianiste Mette Petersen (le Lotte Anker / Mette Petersen Quartet). En 1992, ils ajoutent le trompettiste Nils Petter Molvær. En 1995, elle devient membre du trio d'improvisation libre Anker, Friis, Poulsen avec Hasse Poulsen à la guitare et Peter Friis Nielsen à la basse.
Depuis 1996, Anker et Ture Larsen codirigent l'orchestre de 12 musiciens Copenhagen Art Ensemble. Elle a enregistré les albums Triptych, Live at the Loft et Floating Islands avec le pianiste Craig Taborn et le batteur Gerald Cleaver,,.

## Enregistrements
- Au-delà de la brume ( Stunt, 1989)
- Être (Stunt, 1993)
- Bleu infini (Av-Art, 1996)
- 1997 : Shape of Twelve[6] avec le Copenhagen Art Ensemble conçu entre 88 et 97 selon Jazz Magazine .N°774 Sept 24
- La justice poétique ( Dacapo, 2001)
- Orge à six rangs ( Utech, 2005)
- Triptyque ( Léo, 2005)
- Alien Huddle ( Intakt, 2008) [7],[8],[9] avec Sylvie Courvoisier
- En direct au Loft (ILK, 2009)
- Îles flottantes (ILK, 2009)[10]
- Tache de naissance ( Clean Feed, 2013)[11]
- La Police des Calmars (Konvoj, 2014)[12] avec Jakob Riis
- Quelle est cette rivière (ILK, 2014)
- Plodi (Klopotec, 2017)[13]
- His Flight's at ten[14] (Iluso, 2018) avec Pat Thomas, Ingebrigt Håker Flaten, Ståle Liavik Solberg
- 2019 : Inférences[15] avec Evan Parker et Troben Snekkestad

Avec Tim Berne
- Ouvert, Coma ( Screwgun, 2001)

Avec Fred Frith
- 2014 : Edge of the light[16] (Intakt, 2014)
- La narration (Intuition, 2017)
- 2021 : Road[17]

Avec le trio Fred Frith
- Route (Intakt, 2021)